# Зеленоспинная синица
Зеленоспи́нная сини́ца (лат. Parus monticolus) — вид птиц из рода синиц (Parus) семейства синицевых (Paridae). Выделяют четыре подвида. Распространена в Бангладеш, Бутане, Китае, Индии, Непале, Пакистане, Таиланде, Вьетнаме. Естественные места обитания — бореальные леса и леса умеренных широт, субтропические и тропические влажные равнинные леса.